# 奇跡 (2011年の映画)
『奇跡』（きせき、英: I Wish）は、2011年に公開された日本映画。ギャガ制作・配給。是枝裕和監督。キャッチコピーは「あなたもきっと、誰かの奇跡」。
日本では物語の舞台となった九州で6月4日に先行上映されたのち、6月11日に全国公開された。イギリスでは2013年に公開され、大手新聞『ガーディアン』が選ぶ同年の映画ベストテンで9位に選ばれた。

## 概要
2011年3月の九州新幹線 (鹿児島ルート) の全線開通を機に、九州旅客鉄道（JR九州）とジェイアール東日本企画（JR東日本傘下の広告代理店）の企画により製作された。監督の是枝にとって初の「企画もの」の映画であるが、是枝自身が鉄道好きである ということもありオファーを快諾、製作に当たっては、JR側からほとんど制約を受けなかったという（実際、企画の軸となる九州新幹線そのものが登場するのは本編の最後の方だけである）。
出演する子供たちはオーディションにより選考され、主演となる2人には少年漫才コンビ・まえだまえだの前田航基と前田旺志郎が抜擢された。是枝は元々「鹿児島にいる男の子と、博多に住む女の子が別々にそのすれ違いを見に行って、恋に落ちる…みたいなボーイ・ミーツ・ガールの話」を想定していた が、オーディションで二人を見て台本を全面的に改稿したという。また、子役の一人・内田伽羅は本木雅弘・内田也哉子夫妻の長女で、オーディションは、応募を渋る両親を尻目に、本作に出演する祖母の樹木希林が無理矢理受けさせたという。撮影に当たっては、同じく子供を主役にした『誰も知らない』同様、脚本を子供には渡さずに撮影を進行するという手法を採用した。
TVスポットのナレーションは、是枝からのオファーにより三村マサカズ（さまぁ〜ず）が担当している。
中村航著（是枝裕和原著）によるノベライズ版も発売されている（ISBN 9784163301402）。
なお、MPAAのレイティングは喫煙シーンがあることなどを理由にPG指定となっている。BBFCもPG指定を出している。

## ストーリー
両親の離婚により鹿児島県と福岡県で離ればなれに暮らす小学校6年生の兄、航一と4年生の弟、龍之介。いつかまた家族4人で暮らしたいと願う2人の兄弟は、九州新幹線が全線開業する日の朝、鹿児島から福岡に向かう新幹線「つばめ」と福岡から鹿児島に向かう「さくら」が初めてすれ違ったときに願い事が叶うという噂を耳にする。そして、2人は周りの大人を巻き込んで計画を立て始める。

## キャスト
- 大迫航一 - 前田航基（まえだまえだ）
- 木南龍之介 - 前田旺志郎（まえだまえだ）
- 福本佑（航一のクラスメイト） - 林凌雅
- 太田真（航一のクラスメイト） - 永吉星之介
- 有吉恵美（龍之介のクラスメイト） - 内田伽羅
- 早見かんな（龍之介のクラスメイト） - 橋本環奈（Rev. from DVL）
- 磯邊蓮登（龍之介のクラスメイト） - 磯邊蓮登
- 平祐奈（龍之介のクラスメイト） - 平祐奈
- 木南健次（航一・龍之介の父） - オダギリジョー
- 有吉恭子（恵美の母） - 夏川結衣
- 坂上守（航一の通う学校の先生） - 阿部寛
- 三村幸知（航一の通う学校の先生） - 長澤まさみ
- 大迫のぞみ（航一・龍之介の母） - 大塚寧々
- 大迫秀子（航一の祖母・のぞみの母） - 樹木希林
- 大迫周吉（航一の祖父・のぞみの父） - 橋爪功
- 山本亘（周吉の幼なじみ） - 原田芳雄
- 高橋長英、りりィ、田山涼成、入江雅人、中村ゆり、松浪志保　秋山美穂Rev.fromDVL　、　高橋菜々美Rev．fromDVL　（（現）ミス準いちご）　 鷲尾美紀Rev.fromDVL

## スタッフ
- 監督・脚本・編集 - 是枝裕和
- エグゼクティブプロデューサー  - 弓矢政法
- プロデューサー - 小池賢太郎、田口聖
- ラインプロデューサー  - 藤原恵美子
- 撮影 - 山崎裕
- 照明 - 尾下栄治
- 美術 - 三ツ松けいこ
- 録音 - 弦巻裕
- 音楽 - くるり
- スタイリスト - 小林身和子
- ヘアメイク - 酒井夢月
- スクリプター - 飯塚美穂
- 音響効果 - 岡瀬晶彦
- 助監督 - 兼重淳
- VFXスーパーバイザー - 樋口良
- 製作担当 - 新野安行
- 特別協賛 - 九州旅客鉄道（JR九州）
- ロケ協力 - 鹿児島県、鹿児島市、福岡市、熊本県、熊本市、宇土市、宇城市、かごしまフィルムオフィス、福岡フィルムコミッション、くまもとフィルムコミッション　ほか
- 製作プロダクション - 白組
- 製作 - 「奇跡」製作委員会（ジェイアール東日本企画、バンダイビジュアル、白組、ギャガ、衛星劇場、毎日放送、RKB毎日放送、Yahoo! JAPAN、ジェイアール西日本コミュニケーションズ、ディーライツ、西日本新聞社、エフエム福岡、中国放送、熊本放送、南日本放送、J-WAVE、ジェイアール九州エージェンシー）

## 主題歌
- くるり「奇跡」（SPEEDSTAR RECORDS）
メンバーの岸田繁は2011年4月17日に九州鉄道記念館で開かれた映画公開記念のトークショーにも参加し、「415系がそんなに出てこなかったけど、817系とか新幹線が出てきて、描かれ方も乗客の目線で過剰な演出がなくてよかった」と鉄道ファン的コメントを寄せている。一方、主題歌については「（ツアーで）鹿児島にいたときに作っていたのが『奇跡』の原型で、映画の鹿児島とか九州の映像を見たとき、これだって思った」と、映画の映像からインスピレーションを受けたことを明かしている[6]。

## 受賞
- 第59回サン・セバスティアン国際映画祭（スペイン）、最優秀脚本賞、カトリックメディア協議会（SIGNIS）賞
- 第3回TAMA映画賞、最優秀作品賞
- 第26回高崎映画祭、最優秀新人男優賞（前田航基、前田旺志郎）、最優秀新人女優賞（内田伽羅）
- おおさかシネマフェスティバル2012、日本映画ベストテン第5位、新人男優賞（まえだまえだ）
- 第26回イスファハーン国際青少年映画祭（イラン）、最優秀作品賞
- 第55回アジア太平洋映画祭、最優秀監督賞（是枝裕和）